# 장미빛 연인들
《장미빛 연인들》은 2014년 10월 18일부터 2015년 4월 12일까지 방영된 MBC 주말 드라마이다.

## 기획 의도
어린 나이에 크게 한 번 넘어졌지만 주저앉지 않고 다시 일어나 인생에 대한 해답과 행복을 찾아가는 주인공과 그 가족을 통해 희망을 그린 드라마.

## 등장인물

### 주요 인물
- 이장우 : 박차돌 → 이차돌 역 - 산업디자인과 3학년 → 운동화 회사 사장. 장미의 남편, 초롱의 아버지, 영국의 의붓아들이자 연화의 친아들, 필순의 외손자
- 한선화 : 백장미 역 - 의상디자인학과 2학년 → 배우. 차돌의 아내, 초롱의 어머니, 만종과 금자의 막내딸이자 수련의 동생, 강태의 처제, 영국과 연화의 며느리이자 필순의 외손자며느리.

### 차돌이네
- 이미숙 : 정시내 역 - 강태와 세라의 어머니, 차돌의 양어머니
- 한지상 : 박강태 역 - 차돌의 양형, 수련의 남편,장미의 형부 겸 초롱의 이모부
- 윤아정 : 박세라 역 - 차돌의 양누나, 재동의 연인
- 이고은 : 박초롱 → 이초롱 역 - 차돌과 장미의 딸

### 영국이네
- 장미희 : 고연화 역 - 영국의 아내, 차돌의 생모, 초롱의 할머니 ,췌장암 사망
- 박상원 : 이영국 역 - 강호그룹 회장, 연화의 남편, 시내의 어릴적 친구, 차돌의 의붓아버지
- 최필립 : 고재동 역 - 영국의 처남, 차돌의 외삼촌, 세라의 연인
- 반효정 : 마필순 역 - 영국의 장모, 차돌의 외할머니

### 장미네
- 정보석 : 백만종 역[1] - 구청장, 수련과 장미의 아버지, 강태와 차돌의 장인.초롱의 외할아버지.
- 임예진 : 소금자 역 - 수련과 장미의 어머니, 강태와 차돌의 장모.초롱이의 외할머니.
- 김민서 : 백수련 역 - 장미의 언니, 강태의 아내이자 초롱이의 이모.
- 김영옥 : 조방실 역 - 만종의 어머니이자 금자의 시모로 수련과 장미의 친할머니.초롱이 증조할머니.교통사고 사망

### 그 외 인물
- 길은혜 : 서주영 역 - 차돌의 친구
- 김선혁 : 이재윤 역 - 칠성그룹 회장
- 김민형 : 형기 역 - 승현의 친구
- 박선희 : 윤 대리 역 - 재동과 세라의 회사동료
- 문희경 : 엠마 리 역 - 재윤의 이복누나
- 손승우 : 순택 역 - 재동과 세라의 회사동료
- 이해우 : 김승현 역 - 필순의 부탁으로 연화의 가짜아들 연기를 하는 인물
- 김선은 : 이승철 본부장 역
- 손건우 : 김이사 역
- 임정옥 : 강호그룹 댁의 가사 도우미 역
- 장태민 : 조연출 역
- 추교진 : 당원 역
- 정승우 : 흥신소 김사장 역
- 박신우 : 차범 역

### 특별 출연
- 김지숙 : 진태식 모 역
- 정성운 : 진태식 역 - 세라의 전남편
- 김사희 : 진태식 내연녀 역
- 송영재 : 영화사 대표 역
- 정동규 : 장박사 역 - 연화 주치의

## 시청률
최저 시청률과 최고 시청률은 시청률 조사회사와 지역별로 시청률에 차이가 있을 수 있습니다.
| 2014년      | 2014년      | 2014년         | 2014년       | 2014년         | 2014년       |
| 회차        | 방송일      | TNmS 시청률    | TNmS 시청률  | AGB 시청률     | AGB 시청률   |
| 회차        | 방송일      | 대한민국(전국) | 서울(수도권) | 대한민국(전국) | 서울(수도권) |
| ----------- | ----------- | -------------- | ------------ | -------------- | ------------ |
| 제1회       | 10월 18일   | 12.4%          | 14.2%        | 13.3%          | 14.2%        |
| 제2회       | 10월 19일   | 13.2%          | 14.7%        | 14.6%          | 16.1%        |
| 제3회       | 10월 25일   | 12.1%          | 13.0%        | 13.2%          | 14.1%        |
| 제4회       | 10월 26일   | 12.4%          | 14.0%        | 13.1%          | 13.6%        |
| 제5회       | 11월 1일    | 12.9%          | 13.6%        | 13.4%          | 14.4%        |
| 제6회       | 11월 2일    | 13.6%          | 16.2%        | 15.3%          | 16.6%        |
| 제7회       | 11월 8일    | 13.0%          | 14.9%        | 14.4%          | 14.9%        |
| 제8회       | 11월 9일    | 14.7%          | 17.0%        | 15.7%          | 16.6%        |
| 제9회       | 11월 15일   | 14.9%          | 16.8%        | 15.9%          | 16.6%        |
| 제10회      | 11월 16일   | 16.7%          | 19.9%        | 17.9%          | 18.8%        |
| 제11회      | 11월 22일   | 16.0%          | 18.3%        | 16.9%          | 18.0%        |
| 제12회      | 11월 23일   | 16.0%          | 19.0%        | 17.4%          | 18.7%        |
| 제13회      | 11월 29일   | 16.0%          | 18.1%        | 16.2%          | 16.0%        |
| 제14회      | 11월 30일   | 17.5%          | 19.9%        | 18.6%          | 19.6%        |
| 제15회      | 12월 6일    | 17.2%          | 19.0%        | 16.5%          | 17.1%        |
| 제16회      | 12월 7일    | 17.6%          | 20.2%        | 18.5%          | 19.5%        |
| 제17회      | 12월 13일   | 15.8%          | 17.9%        | 16.6%          | 17.1%        |
| 제18회      | 12월 14일   | 18.0%          | 20.6%        | 19.2%          | 20.0%        |
| 제19회      | 12월 20일   | 16.0%          | 17.7%        | 16.5%          | 17.1%        |
| 제20회      | 12월 21일   | 17.5%          | 20.3%        | 19.6%          | 21.3%        |
| 제21회      | 12월 27일   | 17.3%          | 18.6%        | 18.9%          | 20.4%        |
| 제22회      | 12월 28일   | 17.4%          | 19.1%        | 19.2%          | 20.3%        |
| 2015년      |             |                |              |                |              |
| 제23회      | 1월 3일     | 19.4%          | 21.0%        | 20.6%          | 22.4%        |
| 제24회      | 1월 4일     | 19.0%          | 22.1%        | 19.8%          | 21.3%        |
| 제25회      | 1월 10일    | 17.9%          | 21.0%        | 18.1%          | 19.1%        |
| 제26회      | 1월 11일    | 18.6%          | 21.9%        | 20.3%          | 21.5%        |
| 제27회      | 1월 17일    | 18.8%          | 21.7%        | 19.7%          | 20.7%        |
| 제28회      | 1월 18일    | 19.5%          | 22.7%        | 19.0%          | 20.0%        |
| 제29회      | 1월 24일    | 20.5%          | 24.3%        | 21.2%          | 22.6%        |
| 제30회      | 1월 25일    | 21.3%          | 25.8%        | 22.3%          | 23.7%        |
| 제31회      | 1월 31일    | 27.0%          | 29.2%        | 28.3%          | 29.7%        |
| 제32회      | 2월 1일     | 21.8%          | 25.2%        | 21.4%          | 22.7%        |
| 제33회      | 2월 7일     | 21.1%          | 23.4%        | 20.9%          | 21.0%        |
| 제34회      | 2월 8일     | 21.0%          | 24.2%        | 22.3%          | 24.0%        |
| 제35회      | 2월 14일    | 21.1%          | 23.9%        | 21.2%          | 22.0%        |
| 제36회      | 2월 15일    | 21.2%          | 24.7%        | 22.5%          | 24.0%        |
| 제37회      | 2월 21일    | 21.7%          | 25.2%        | 22.2%          | 23.4%        |
| 제38회      | 2월 22일    | 23.4%          | 23.4%        | 23.4%          | 24.9%        |
| 제39회      | 2월 28일    | 22.2%          | 25.1%        | 22.9%          | 24.3%        |
| 제40회      | 3월 1일     | 23.0%          | 26.6%        | 23.6%          | 25.5%        |
| 제41회      | 3월 7일     | 21.7%          | 24.5%        | 21.9%          | 23.4%        |
| 제42회      | 3월 8일     | 23.3%          | 27.2%        | 24.9%          | 26.4%        |
| 제43회      | 3월 14일    | 21.2%          | 23.8%        | 22.0%          | 23.7%        |
| 제44회      | 3월 15일    | 21.6%          | 25.4%        | 24.2%          | 25.4%        |
| 제45회      | 3월 21일    | 21.7%          | 24.5%        | 22.2%          | 23.8%        |
| 제46회      | 3월 22일    | 22.5%          | 26.5%        | 23.8%          | 25.7%        |
| 제47회      | 3월 28일    | 21.4%          | 23.6%        | 21.7%          | 23.6%        |
| 제48회      | 3월 29일    | 23.0%          | 25.8%        | 23.4%          | 23.8%        |
| 제49회      | 4월 4일     | 23.4%          | 24.5%        | 24.0%          | 25.3%        |
| 제50회      | 4월 5일     | 27.1%          | 29.5%        | 28.9%          | 30.1%        |
| 제51회      | 4월 11일    | 24.1%          | 25.2%        | 24.7%          | 26.3%        |
| 제52회      | 4월 12일    | 27.4%          | 29.3%        | 26.4%          | 27.9%        |
| 평균 시청률 | 평균 시청률 | 19.1%          | 21.7%        | 20.0%          | 21.2%        |

## 연장
- 2015년 3월 24일 : 장미빛 연인들 방영 분량이 50부작에서 2회 연장되어 52부작으로 변경 및 확정되었다.

## 수상
- 2014년 MBC 연기대상 연속극 부문 남자 우수연기상 이장우
- 2014년 MBC 연기대상 여자 황금연기상 이미숙
- 2014년 MBC 연기대상 여자 신인상 한선화

## 참고 사항
- 극중 소금자와 조방실 역을 맡았던 임예진과 김영옥은 MBC 수목드라마 《사랑과 야망》이후 28년만에 재회하였다
- 극중 백만종과 소금자 역을 맡았던 정보석과 임예진은 MBC 주말연속극 《사랑과 결혼》이후 20년만에 재회하였다
- 극중 이영국과 조방실 역을 맡았던 박상원과 김영옥은 MBC 수목드라마 《여명의 눈동자》이후 24년만에 재회하였다
- 극중 백만종 역을 맡은 정보석은 《골든크로스》가 종영한지 5개월 만에 출연하는 작품이기도 하다

## 경쟁 프로그램
- 《징비록》 (KBS1, 2015년 2월 14일 ~ 2015년 8월 2일)
- 《가족끼리 왜 이래》 (KBS2, 2014년 8월 16일 ~ 2015년 2월 15일)
- 《파랑새의 집》 (KBS2, 2015년 2월 21일 ~ 2015년 8월 9일)
- 《모던 파머》 (SBS, 2014년 10월 18일 ~ 2014년 12월 27일)
- 《떴다! 패밀리》 (SBS, 2015년 1월 3일 ~ 2015년 3월 15일)